# BPEL4People
BPEL4People的全称是WS-BPEL Extension for People，是BPEL在人工活动方面的扩展。

## 历史
2005年7月，IBM和SAP在一个联合白皮书中提出BPEL4People。2007年6月，Active Endpoints, Adobe, BEA, IBM, Oracle和SAP共同发布了BPEL4People和WS-HumanTask规范，描述了BPEL过程中如何进行人员的交互。

## 问题定义和动机
BPEL语言说明了业务过程的行为特性，过程的活动是Web服务。人员交互并不在其范围内。虽然在分布式商业应用中广泛采用了Web服务，但是缺乏人员交互是应用于真实世界业务过程的一大差距。
为了填补这个差距，BPEL4People扩展了BPEL，从只能编排Web服务，扩展为同时支持对Web服务和基于角色的人工活动进行编排。

## 目标
在业务流程方面， BPEL4People通过以额外的独立语法和语义扩展BPEL，提供以下功能：
- 支持基于角色的人员交互
- 提供将人员活动指派给人员角色的方法。
- 支持以下场景：
  - 四只眼原则
  - 任务任命
  - 任务升级
  - 执行链

WS-HumanTask规范引入了人工活动和通知的定义，包括它们的属性，行为特性，和一系列用于操纵人工活动的操作。同时，引入了一个协调协议，用于控制互操作方式下的人工任务服务的自治和生命周期管理。
BPEL4People规范引入了一个WS-BPEL的扩展，用于在WS-BPEL中引入人员交互。扩展定义了一种新的基本活动，允许由人工任务作为其实现，并允许指定过程局部的任务或使用过程定义外的任务。这一扩展基于WS-HumanTask规范。